# Martin Hundt

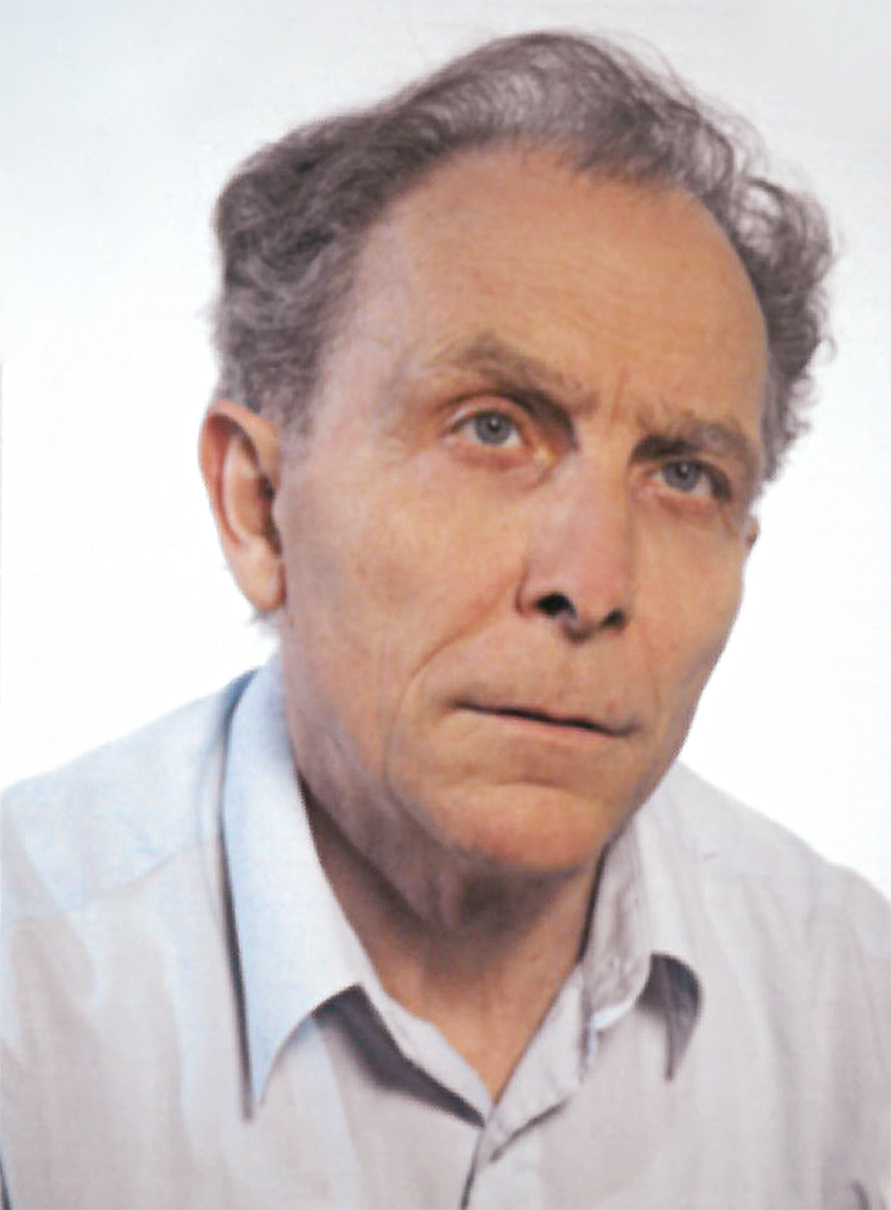
Martin Hundt (2015)

Martin Hundt (* 13. Juli 1932 in Wurzen; † 23. September 2023 in Potsdam) war ein deutscher marxistischer Historiker.

## Leben und Wirken
Martin Hundts Eltern waren Inhaber eines Schreibwarengeschäfts. Er besuchte von 1939 bis 1943 die Volksschule und von 1943 bis 1949 die Handelsschule. Sein Abitur machte er 1951 an der Oberschule in Wurzen. Er studierte (1951–1954) Publizistik und Zeitungswissenschaft an der philosophischen Fakultät der Karl-Marx-Universität in Leipzig. Seine wichtigsten Lehrer waren Wilhelm Eildermann und Hermann Budzislawski, bei dem er ein Jahr als Hilfsassistent tätig war. Seine Diplomarbeit hatte die Neue Rheinische Zeitung zum Thema. Die nächsten drei Jahre war er Wirtschaftsredakteur der Volksstimme in Karl-Marx-Stadt. Von 1957 bis Januar 1963 war er Redakteur und Mitglied des Redaktionskollegiums der Studentenzeitung forum, die vom Zentralrat der FDJ herausgegeben wurde.

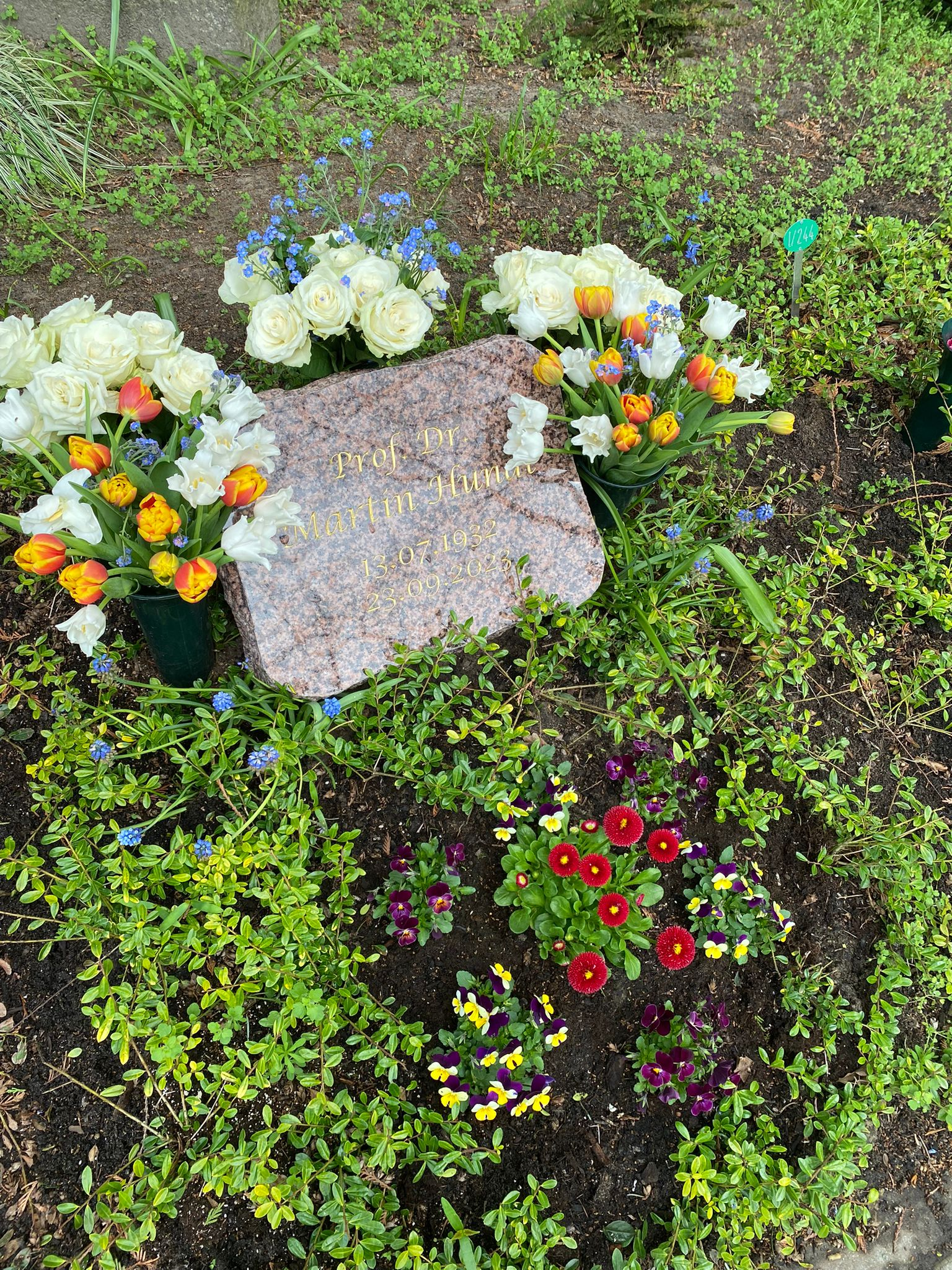
Grabstätte auf dem Neuen Friedhof Potsdam

Ab März 1963 bis 1991 war Martin Hundt wissenschaftlicher Mitarbeiter des Instituts für Marxismus-Leninismus beim ZK der SED in Berlin. Er arbeitete mit am Band 27 der Marx-Engels-Werke. Seit 1964 beteiligte er sich an der Vorbereitung der Marx-Engels-Gesamtausgabe (MEGA). Zwischen 1965 und 1972 gehörte er zu den Mitarbeitern am Probeband der MEGA. Am 25. April 1969 promovierte er zum Dr. phil. über Louis Kugelmann. Er war Mitglied der Redaktionskommission der Abteilung III der MEGA, die den Briefwechsel von Marx und Engels und mit Dritten umfasst. 1981 habilitierte er (Dr. sc.) über die Programmdiskussion im Bund der Gerechten und wurde im September 1981 zum ordentlichen Professor für Geschichte der Arbeiterbewegung ernannt. Er leitete die Edition der MEGA Bände Abteilung I. Band 10 und 11 sowie Abteilung I. Band 14 und war Gutachter der Bände der Abteilung III. Band 1 bis 5 sowie Abteilung I Band 18.
Nach 1990 war er am Gründungsprozess der IMES beteiligt. Er wirkte 1993 an der Neufassung der Editionsrichtlinien mit.
Martin Hundt war seit 1975 mit Irina Hundt (geb. Gribova) (* 22. April 1947) verheiratet, einer Mitarbeiterin der MEGA von der Lomonossow-Universität und hatte drei Kinder. Hundt lebte zuletzt in Schwielowsee Ortsteil Wildpark West in der Nähe von Potsdam. Er verstarb am 23. September 2023 in einem Potsdamer Krankenhaus.

## Mitgliedschaft
- Seit 1995: Leibniz-Sozietät der Wissenschaften zu Berlin.

## Werke (Auswahl)
- Die 17 „Forderungen der Kommunistischen Partei in Deutschland“ vom März 1848. Zur Geschichte des Revolutionsprogramms des Bundes der Kommunisten. In: Beiträge zur Geschichte der Arbeiterbewegung, Dietz Verlag, Berlin 1968, Heft 2, S. 203–236.
- Louis Kugelmann (1828–1902). Zur politischen Tätigkeit eines Freundes und Kampfgefährten von Karl Marx und Friedrich Engels (Diss. vom 25. April 1969, Institut für Gesellschaftswissen beim ZK der SED).
- mit Herwig Förder, Jefin Kandel, Sofia Lewiowa (Redaktion): Der Bund der Kommunisten. Dokumente und Materialien. 3 Bände. Dietz Verlag, Berlin 1970, 1982, 1983.
- Louis Kugelmann. In: Männer der Revolution von 1848. Akademie Verlag, Berlin 1970, S. 101–122.
- Anti-Kommunismus. Vom Kölner Kommunistenprozeß 1852 zu den Berufsverboten heute. Verlag Marxistische Blätter, Frankfurt am Main 1972 (= Marxistische Taschenbücher. Marxismus aktuell. Band 46).
- Wie das „Manifest“ entstand. Dietz Verlag, Berlin 1973 (2. überarb. und erw. Aufl. 1985).[12]
- Louis Kugelmann. Eine Biographie des Arztes und Freundes von Karl Marx und Friedrich Engels. Dietz Verlag, Berlin 1974.
- Die Geschichte der ‚Neuen Rheinischen Zeitung. Politisch-ökonomische Revue‘. In: Marx-Engels-Jahrbuch 1, Dietz Verlag, Berlin 1978, S. 259–288, Digitalisat.
- In memoriam Herwig Förder. Biographische Bemerkungen anläßlich seines letzten Artikels. In: Beiträge zur Marx-Engels-Forschung. Berlin 1978, Heft 4, S. 11–22, Digitalisat.[13]
- Programmatische Bemühungen im Bund der Gerechten. Zu Marx' Einfluß auf ein neuentdecktes Katechismus-Fragment von 1844/1845. In: Marx-Engels-Jahrbuch 2, Dietz Verlag, Berlin 1979, S. 311–322, Digitalisat.[14]
- Neue Rheinische Zeitung. Politisch-ökonomische Revue (1850), hrsg. von Karl Marx und Friedrich Engels. Mit einer Einleitung und einem Verzeichnis der Druck- und Sachfehler. Zentralantiquariat der DDR, Leipzig 1982.
- Die New-Yorker ‚Revolution‘ von 1852. In: Marx-Engels-Jahrbuch 7, Dietz Verlag, Berlin 1984, S. 226–253, Digitalisat.
- Zum Spannungsverhältnis von Progagandagesellschaft und Aktionspartei im Bund der Kommunisten. In: Beiträge zur Marx-Engels-Forschung. Berlin 1987, Heft 21, S. 67–74.
- Zur Entwicklung der marxistischen Revolutionstheorie nach der Revolution von 1848/49. In: Marx-Engels-Jahrbuch 10. Dietz Verlag, Berlin 1986, S. 31–64 Digitalisat.
- Gedanken zur bisherigen Geschichte der MEGA. In: Beiträge zur Marx-Engels-Forschung. Neue Folge 1992. Argument Verlag, Hamburg 1992, S. 56–66, Digitalisat.
- Geschichte des Bundes der Kommunisten. 1836–1852 (= Philosophie und Geschichte der Wissenschaften. Band 3). Peter Lang, Frankfurt am Main 1993, ISBN 3-631-45669-7.
- Marx und Engels neu gelesen. Zugänge, Analysen und Kritiken zu Werk und Wirkung. Mit Beiträgen von Harald Blum, Wladislaw Hedeler, Martin Hundt, Jürgen Jungnickel, Carl-Erich Vollgraf, Berlin September 1993. Hrsg. Verein „Helle Panke“ e. V.
- Was war der Junghegelianismus?. Trafo-Verlag, Berlin 2000 (= Sitzungsberichte der Leibniz-Sozietät. Band 40, Heft 5), ISBN 3-89626-299-8.
- Junghegelianer in Paris. In: Deutsch-französischer Ideentransfer im Vormärz, hrsg. von Gerhard Höhn. Aisthesis-Verlag, Bielefeld 2002, ISBN 3-89528-406-8, S. 334–351 (= Jahrbuch / FVF, Forum Vormärz-Forschung  8, 2002).
- Ludmilla Assing und Karl Marx. In: Beiträge zur Marx-Engels-Forschung. Neue Folge 2005. Argument Verlag, Hamburg 2005, S. 259–268.
- mit Wolfgang Bunzel, Lars Lambrecht (Hrsg.): Zentrum und Peripherie. Arnold Ruges Korrespondenz mit Junghegelianern in Berlin. Peter Lang, Frankfurt am Main 2006, ISBN 3-631-55801-5 (= Forschungen zum Junghegelianismus. Band 14).
- (Hrsg.): Der Redaktionsbriefwechsel der Hallischen, Deutschen und der Deutsch-Französischen Jahrbücher (1837–1844). 3 Bde., Akademie Verlag, Berlin 2010, ISBN 978-3-05-004513-9.
- Ernst Theodor Echtermeyer (1805–1844). Biographie und Quellenteil mit unveröffentlichten Texten. Peter Lang, Frankfurt am Main 2012, ISBN 978-3-631-63840-8 (= Forschungen zum Junghegelianismus. 19).
- Die Erforschung der Geschichte der ersten MEGA – ein anregendes Studienfeld für Marx-Engels-Editoren. In: Beiträge zur Marx-Engels-Forschung. Neue Folge 2014/15. Argument, Hamburg 2016, ISBN 978-3-86754-682-9, S. 230–238.